# Arte narrativo

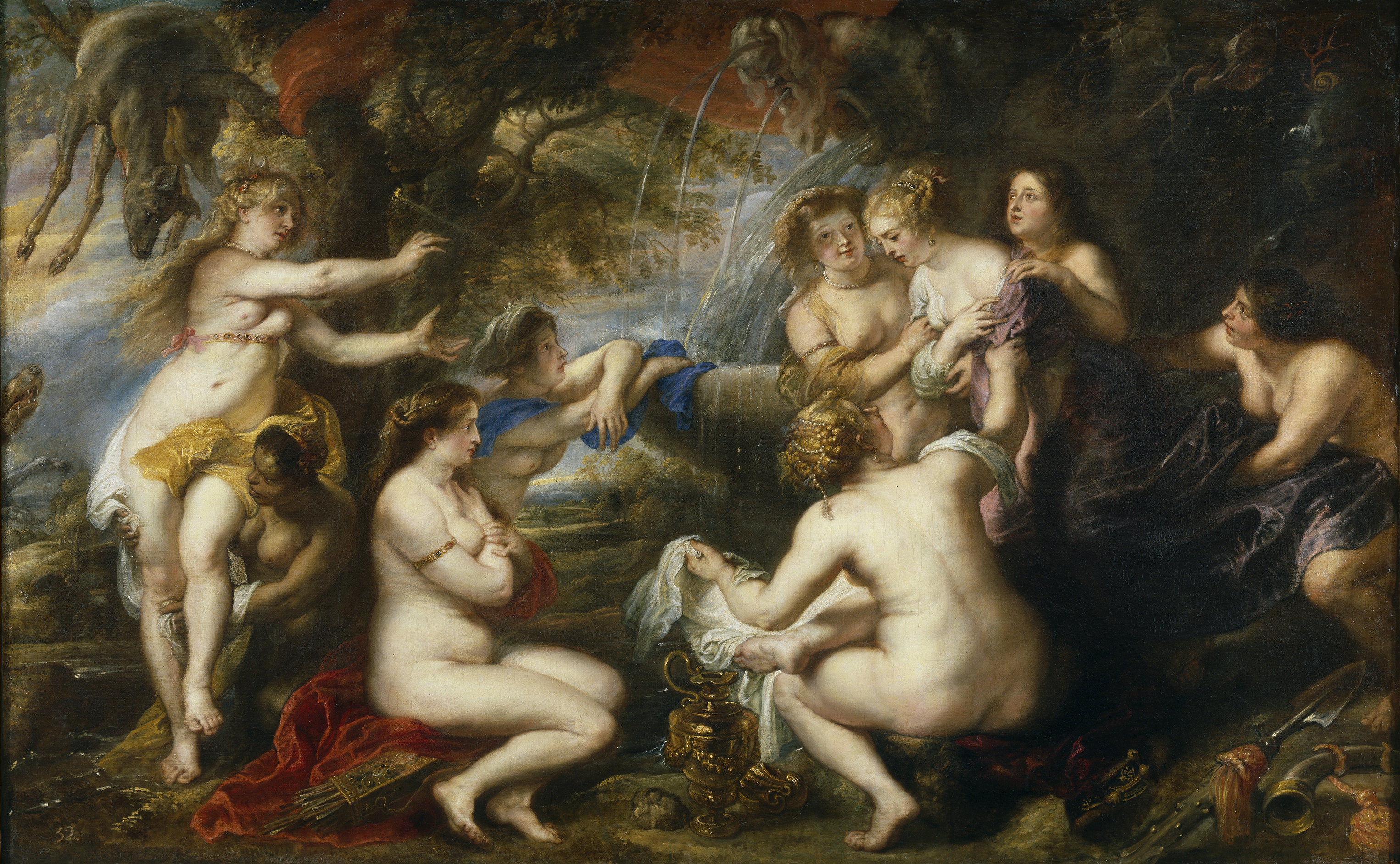
Diana y Calisto de Rubens, c. 1635. Un cuadro de historia clásico con un tema de la mitología griega. Muestra el momento en que se descubre el embarazo de Calisto.

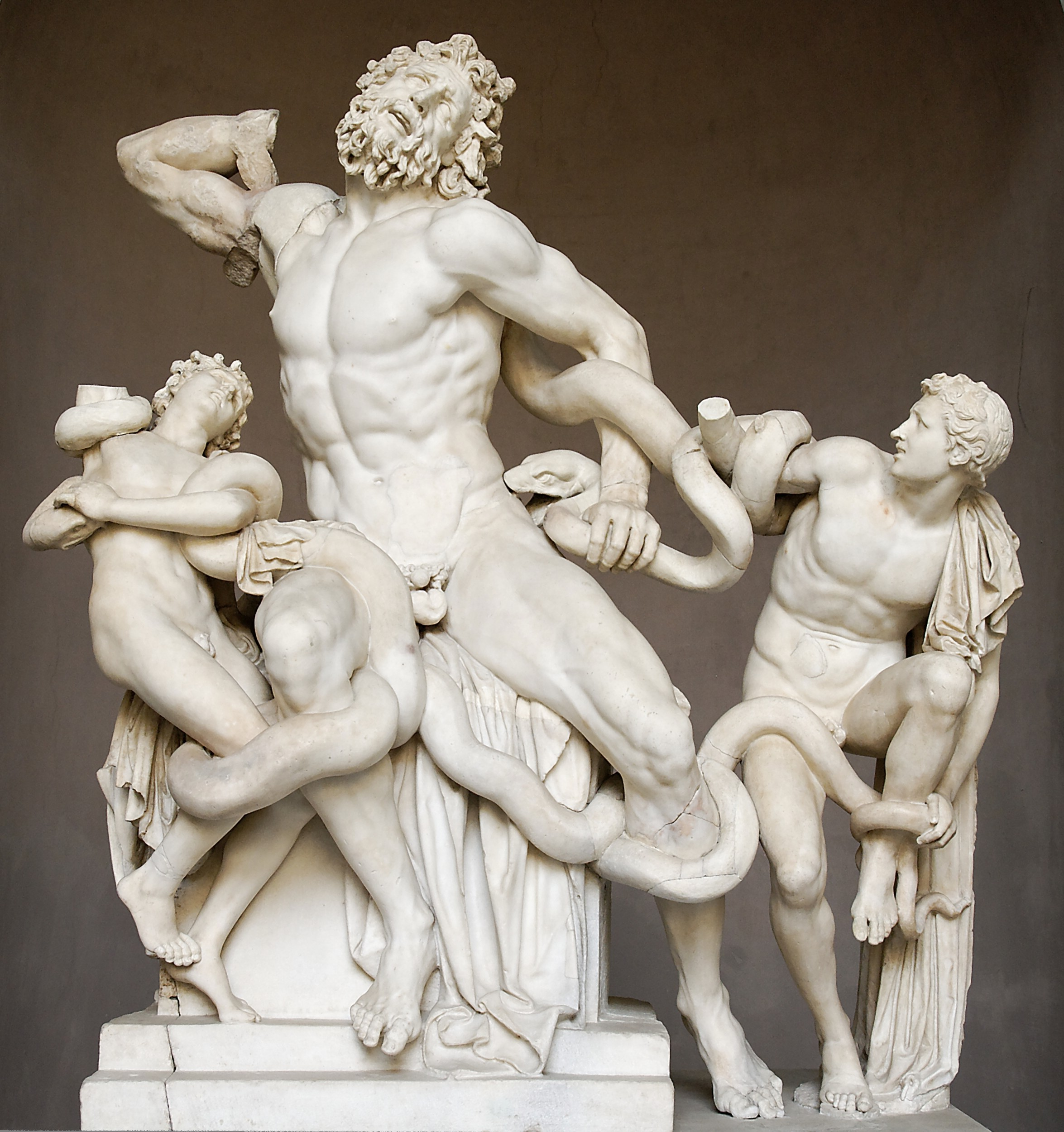
Laocoonte y sus hijos una escultura del al I d. C., con una escena de la mitología clásica

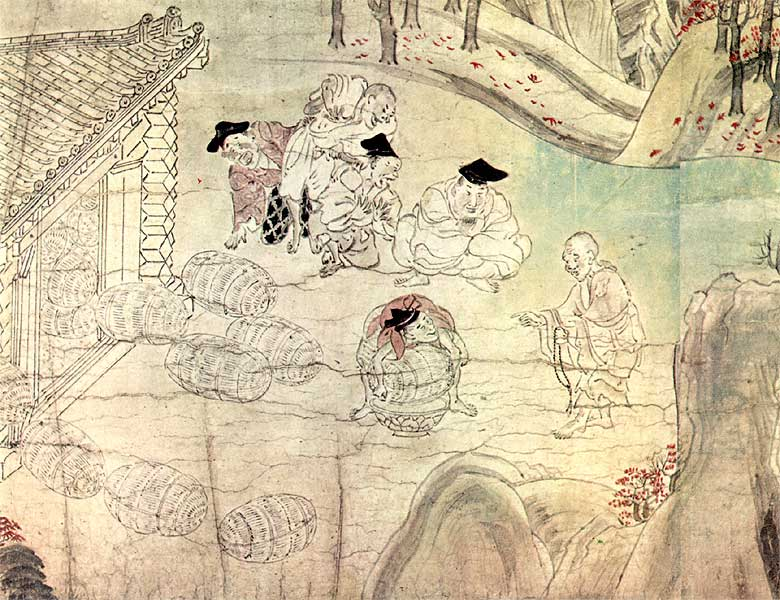
Escena de "El hombre rico dándole una bola de arroz al monje", del pergamino japonés Shigisan-engi del.

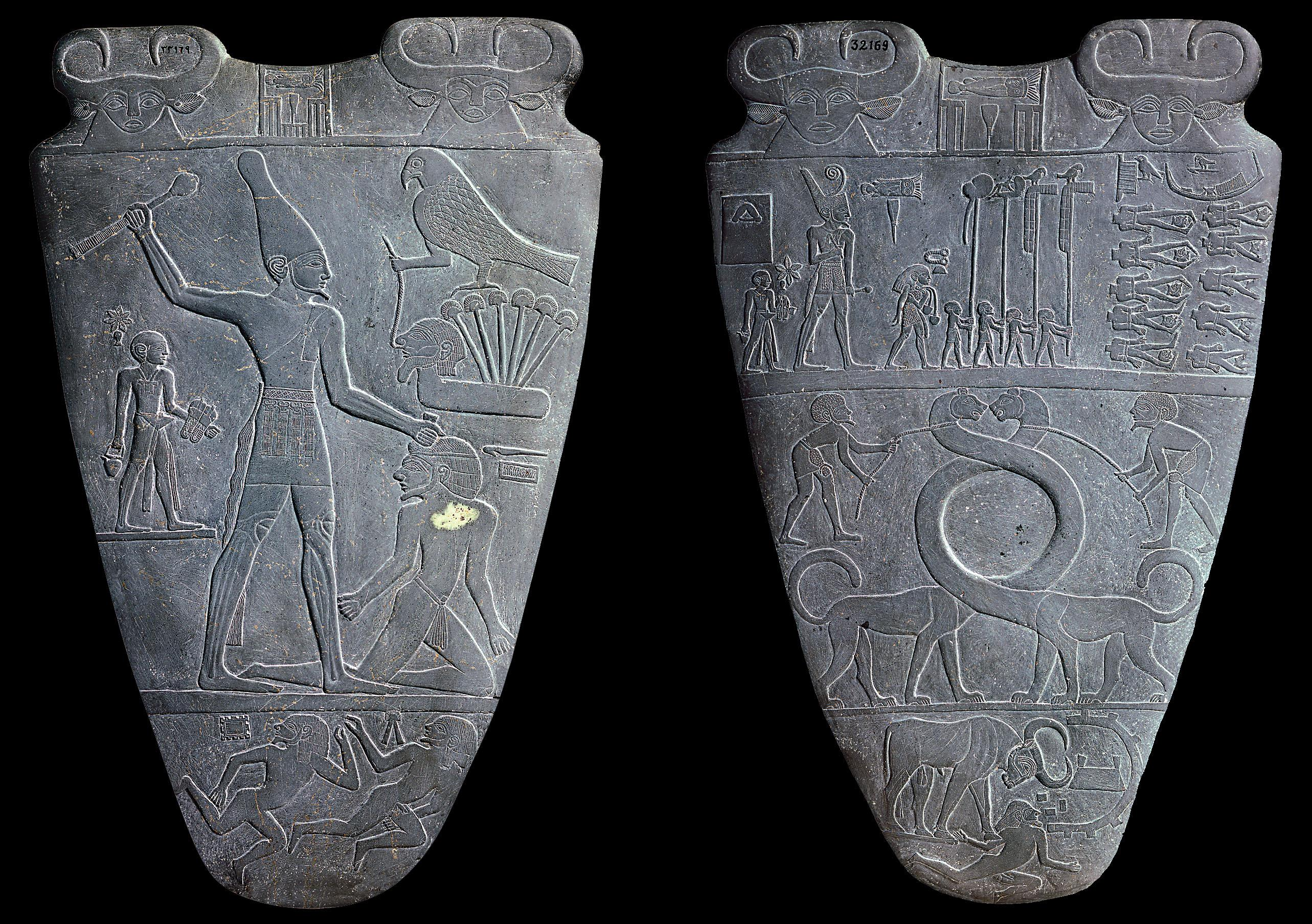
Las dos caras de la Paleta Narmer

El arte narrativo es un tipo de arte que cuenta una historia, ya sea como un momento o como una secuencia de eventos que se desarrollan a lo largo del tiempo. Algunas de las primeras evidencias de arte humano sugieren que éste contaba historias con imágenes. Aunque existen algunas características comunes a todo el arte narrativo, diferentes culturas han desarrollado formas idiosincrásicas de discernir la acción narrativa de las imágenes.
Antes de la llegada de la alfabetización, la mayor parte del arte se realizaba en un estilo narrativo simultáneo con muy poca organización general. Una vez que se desarrolló la alfabetización en diferentes partes del mundo, las imágenes comenzaron a organizarse según líneas de registro, que ayudaban a definir el orden y la dirección de la narrativa. Este método de vincular escenas ha dado lugar a otras formas de contar historias en el siglo XX, a saber, el periódico, las historietas y los cómics.
En la pintura occidental tradicional desde el Renacimiento, el concepto de pintura histórica representa en su mayoría escenas narrativas.

## Historia
Aunque requiere algunas convenciones para dejar clara la forma narrativa, el arte narrativo se presenta muy temprano en la historia del arte. Varios relieves del arte rupestre europeo de la Edad del Bronce de la cuenca mediterránea ibérica muestran narrativas monoescénicas de caza o batalla, las primeras a veces indican los movimientos del cazador o la presa con indicaciones de sus huellas de una manera similar a las ilustraciones esquemáticas modernas. Una de las primeras obras de arte del Antiguo Egipto es el relieve de la Paleta de Narmer en el Museo del Louvre, que muestra una victoria del rey Narmer (c. siglo 31 a. C.) en varias escenas.
El arte narrativo también se empleó ampliamente en el período neoasirio. Lo más significativo es que los muros de los principales palacios reales asirios (el Palacio Noroeste de Assurnasirpal II en Nimrud, el Palacio Central de Tiglat-Pileser III en Nimrud, el Palacio de Sargón II en Khorsabad, el Palacio Suroeste de Senaquerib en Nínive, y el Palacio Norte de Assurbanipal en Nínive) tenían ortostatos revestidos de placas esculpidas en bajo relieve con escenas que representaban las actividades del rey (caza, batalla y rituales). A veces también se representaban escenas en ladrillos vidriados o pinturas murales (por ejemplo, en Til Barsip). Las bandas de bronce que decoraban las puertas de los templos y palacios asirios también estaban decoradas a veces con escenas de las actividades del rey en estilo narrativo. Las más famosas son las " Puertas de Balawat " encargadas por Salmanasar III para su palacio en Balawat (antiguo Imgur-Enlil); Se han encontrado bandas de puertas de bronce fragmentarias adicionales que datan de Assurnasirpal II en Balawat, y fragmentos muy mal conservados de otros sitios, como Khorsabad, Nimrud, Assur y Tell Hadad.
Las vidas de Jesús y Buda, de sus seguidores y, en el caso de Buda, también sus vidas anteriores, proporcionaron nuevos temas para el arte narrativo, al igual que elementos de religiones más antiguas, como los Trabajos de Hércules.
La Columna de Trajano es un ejemplo excepcional del arte narrativo romano imperial. En el arte cristiano, la Vida de Cristo en el arte y la Vida de la Virgen proporcionaron los temas más comunes, basados en los hechos celebrados en las principales fiestas del calendario eclesiástico y las vidas de los santos proporcionaron muchos otros temas.
Las ilustraciones de libros se encuentran desde la antigüedad en varias culturas y casi siempre son de naturaleza narrativa. Hubo libros profusamente ilustrados en la Antigüedad tardía occidental, sin duda pertenecientes a coleccionistas adinerados, incluidos textos literarios clásicos ( Vergilius Vaticanus y Vergilius Romanus ) y textos bíblicos. El fragmento de la Biblia de Quedlinburg Itala parece haber tenido entre dos y cuatro imágenes al lado de cada página de texto, y haber estado más densamente ilustrado que cualquier texto bíblico posterior de un manuscrito iluminado.

## Tipos

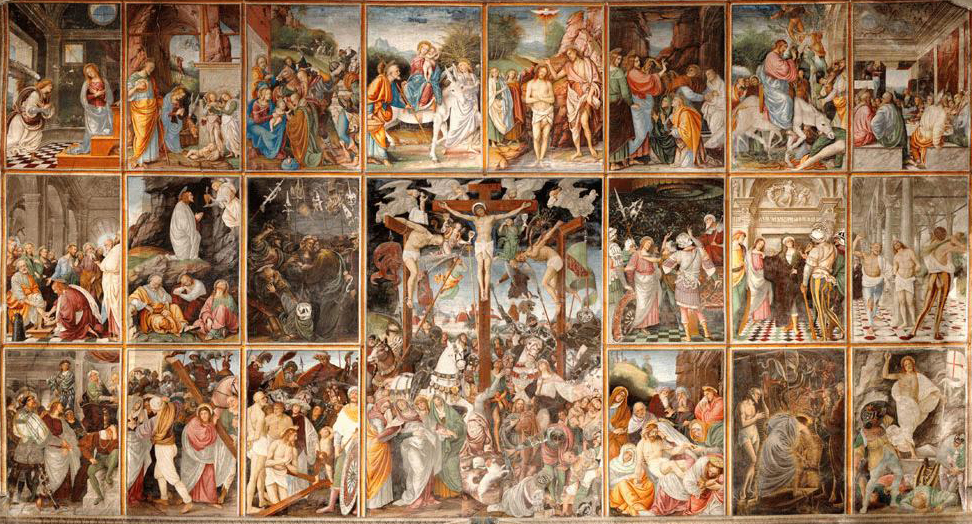
Ciclo italiano del siglo XVI de la Vida de Cristo en arte al fresco con 21 escenas desde la Anunciación hasta la Resurrección: Fila superior: Anunciación, Natividad, Visita de los Tres Reyes Magos, Huida a Egipto, Bautismo de Cristo, Resurrección de Lázaro, Entrada a Jerusalén, Última cena. Fila del medio: Lavado de pies, Agonía en el Huerto, Arresto de Cristo, Juicio ante el Sanedrín, Juicio ante Pilatos, Flagelación. Fila inferior: Ecce Homo, Cargando la cruz, Cristo cae, Crucifixión, Deposición de la cruz, Infierno, Resurrección.

Las narrativas ocurren en un espacio y se desarrollan en el tiempo. En el arte narrativo, el artista elige cómo retratar la historia, representar el espacio y cómo dar forma al tiempo dentro de la obra de arte. El arte narrativo se puede clasificar en varios tipos, también conocidos como modos o estilos. Una obra de arte no se limita a un solo tipo de narrativa. Una obra de arte puede tener un tipo narrativo en su conjunto, así como partes de la obra de arte en sí que representan tipos separados de narrativas. A continuación se tratan varios de estos tipos.

## Narrativa simultánea
Una narrativa simultánea es un tipo de narrativa que tiene muy poca organización visual discernible para quienes no están familiarizados con el tema. Puede centrarse en diseños geométricos o abstractos, así como en la disposición de los elementos dentro de la obra de arte. Las narrativas simultáneas se concentran en patrones repetibles y sistemas redundantes con un enfoque en dualidades.

## Narrativa monoescénica
Una narrativa monoescénica sería un tipo de narrativa que representa una sola escena. No hay repetición de personajes y solo se desarrolla una acción. La escena es fácilmente identificable en su contexto y es de gran importancia.
Según esta definición, la mayor parte del arte que normalmente no se considera narrativo encajaría en el tipo narrativo monoescénico. El arte narrativo es el arte que cuenta una historia, ya sea solo un momento de una historia en curso o una secuencia de eventos que se desarrollan a lo largo del tiempo. Desde esta perspectiva, esto constituye una buena parte del arte narrativo. Los paisajes y retratos, sin embargo, no cumplen los criterios de esta definición, aunque podrían cumplirlos, dependiendo de la intención del artista.

### Aquiles matando a Pentesilea(ánfora) de Exekias
Exekias fue un renombrado pintor alfarero de la antigua Grecia. Buena parte de su obra en ánforas incluía escenas de la mitología griega. Era conocido por su capacidad para capturar los puntos más significativos de una historia e ilustrarlos en una escena sencilla. El ánfora que representa a Aquiles matando a Pentesilea es un buen ejemplo de ello.
La narrativa monoescénica ilustrada en este ánfora ejemplifica una parte vital de la saga troyana. Es el momento en el que Aquiles y Pentesilea se enamoran. En el fragor de la batalla, Aquiles lucha contra Pentesilea y con un golpe fatal hace que su casco salga empujado hacia atrás. Cuando sus miradas se encuentran, se dice que se enamoran. Pero esto se ve impedido por la incapacidad de Aquiles para controlar su sed de sangre. Debido a esta tragedia, Aquiles se niega a luchar y de ello surgen muchas consecuencias que podrían estar relacionadas con su fallecimiento.

### Tradición artística británica
Una línea importante del desarrollo del arte narrativo comienza con William Hogarth. Sus representaciones monoescénicas de momentos cruciales de una serie narrativa fueron retomadas en el siglo XIX por otros pintores británicos. Los términos victorianos aplicados a este estilo fueron "pintura temática" o pintura "anecdótica".

## Narrativa continua

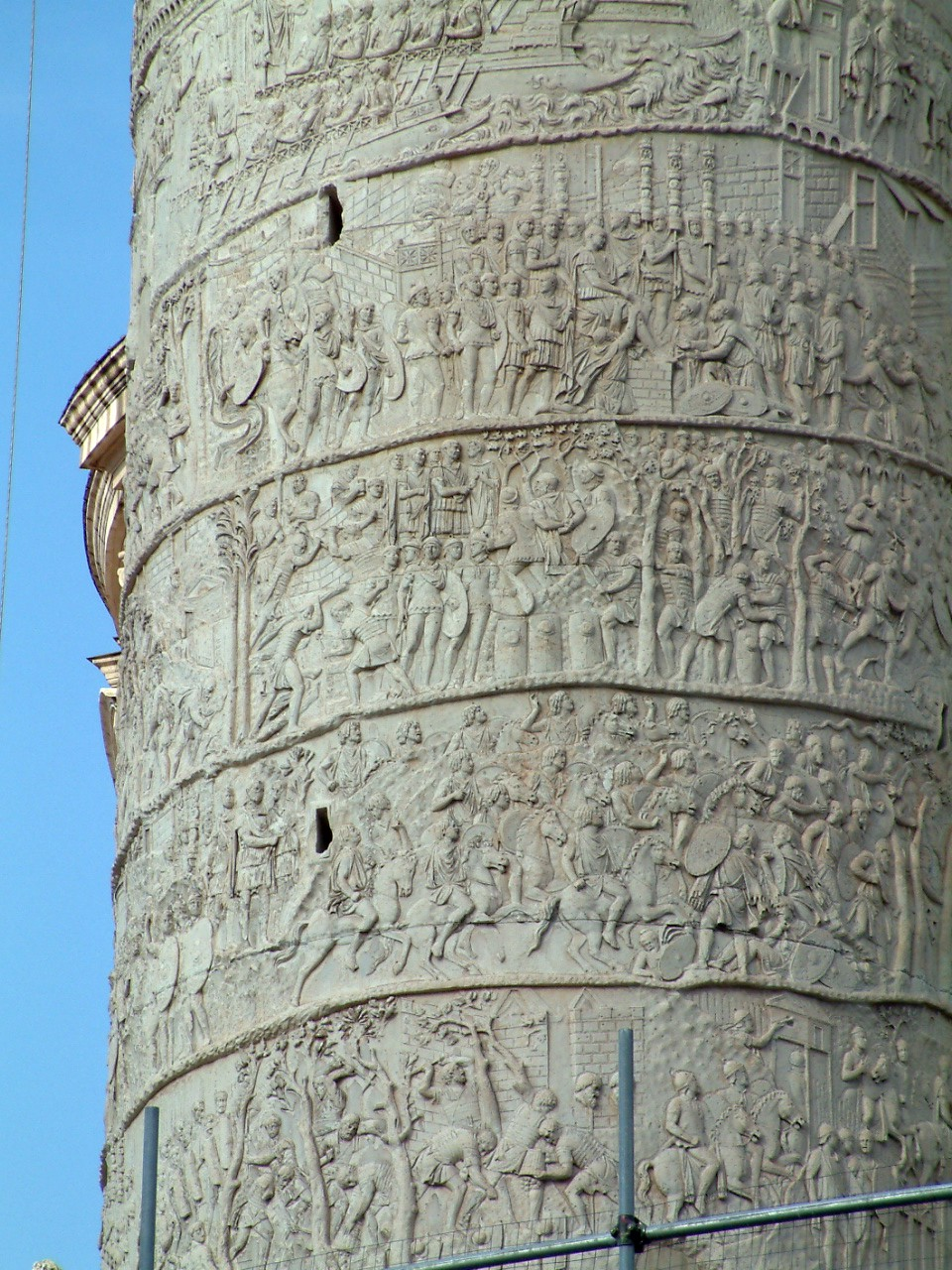
La columna de Trajano es un ejemplo de narrativa continua.

Una narrativa continua es un tipo de narrativa que ilustra múltiples escenas de una narrativa dentro de un solo ámbito. Múltiples acciones y escenas se retratan en un único campo visual. La secuencia de eventos dentro de la narrativa se define mediante la reutilización del personaje o personajes principales. Se enfatiza el cambio de movimiento y de estado de los personajes repetidos como indicadores clave de los cambios de escena o de fase en la narración.

### Columna de Trajano
La Columna de Trajano representa un evento histórico: las Guerras Dacias. Esta narrativa continua se puede dividir en una serie de eventos. Estos eventos fluyen de una escena a otra sin ningún indicador físico como líneas verticales. Debido a cómo se lee la narración, al estar frente a la columna, parece ir de derecha a izquierda y luego de izquierda a derecha, lo cual es lo usual en las narrativas continuas.
La narrativa se hace bastante difícil de leer a medida que la columna sube. Las investigaciones sugieren que originalmente se planeó leer la columna mientras se caminaba por una escalera circular alrededor de la columna misma. La historia entonces se hubiera leído de manera secuencial sin dificultad.

### Tapiz de Bayeux

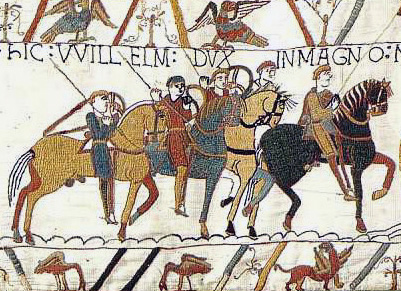
Sección del Tapiz de Bayeux

El Tapiz de Bayeux (cuyo nombre es inapropiado ya que en realidad es un bordado, no un tapiz) cuenta la historia de la invasión normanda de Inglaterra en 1066. El tema del Tapiz de Bayeux es la traición y el engaño. La narrativa refleja la visión normanda partidista de los acontecimientos de la conquista de Inglaterra. Aunque el tapiz parece estar enmarcado porque está separado por registros y líneas horizontales, sigue una línea narrativa. Los registros son necesarios para separar cada episodio y que quepa dentro de un área determinada. Si se cortaran y se colocaran uno al lado del otro, existiría una narrativa continua. 

## Narrativa sinóptica
Una narrativa sinóptica representa una sola escena en la que uno o varios personajes se representan varias veces dentro de un marco común para transmitir que están teniendo lugar múltiples acciones. Esto hace que la secuencia de los hechos no esté clara dentro de la narrativa. Las narrativas sinópticas suelen proporcionar pistas visuales que transmiten la secuencia, pero pueden ser difíciles de descifrar para quienes no están muy familiarizados con la historia.

### Chaddanta Jataja, Amaravati
Un ejemplo de narración sinóptica es el representado en un medallón de la estupa de Amaravati. Como muchas narrativas sinópticas, puede resultar difícil de interpretar. El medallón pretende presentar al lector la historia del nacimiento previo de Buda como el elefante Chaddanta. El centro del medallón tiene un tallado exclusivamente decorativo, lo cual es una señal visual de cómo debe interpretarse el medallón; que tiene un patrón circular. Aparte de esa sutil señal visual, el artista deja muy poca indicación del orden de la historia representada.

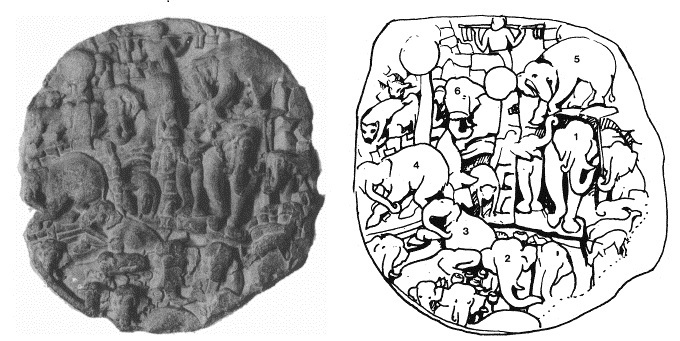
Ilustra cómo debe leerse el medallón.

El medallón se puede dividir en 3 episodios:
- 1 - Chaddanta presenta una flor de loto a su reina mayor.
- 2 - La reina menor se muestra ofendida.
- 3 - La reina menor, se va para estar sola.
- 4 - La reina menor yace agonizante, esperando venganza.
- 5 - Un cazador apunta con una flecha a Chaddanta.
- 6 - El cazador le corta los colmillos a Chaddanta.
- 7- Se ve al cazador partir con los colmillos. (Esto está en la parte superior central)[17]

## Narrativa panorámica

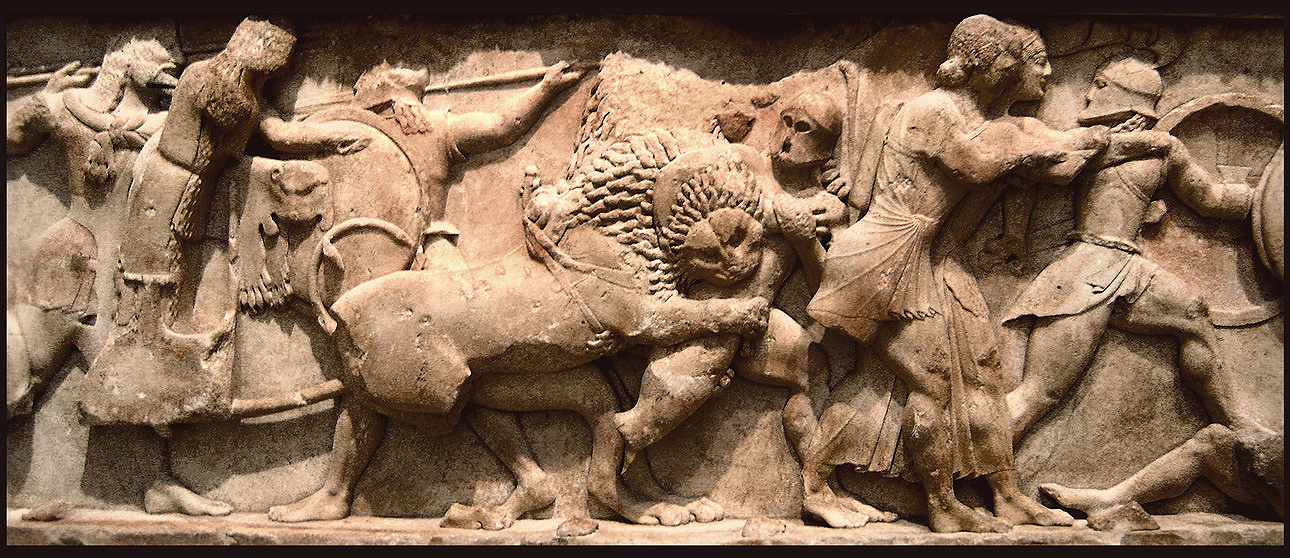
Detalle del friso norte del Tesoro de los sifnios en Delfos

Una narrativa panorámica (o panóptica) es una narrativa que representa múltiples escenas y acciones sin repetición de personajes. Las acciones pueden estar en secuencia o representar acciones simultáneas durante un evento determinado.

### Friso Norte del Tesoro de Sifnia
El Tesoro de los sifnios en Delfos tiene cuatro frisos de mármol, uno para cada lado del edificio. Estos cuatro frisos representan narrativas mediante el uso de talla de mármol en relieve. El friso norte es una ilustración de una batalla entre los dioses olímpicos y los gigantes. En el extremo izquierdo, dos gigantes atacan a Zeus en su carro, que ya no es visible debido a su deterioro. También se ve a Hera rematando a un gigante a la derecha de Zeus con Atenea detrás de ella (más a la derecha) luchando contra dos gigantes más. A la derecha de Atenea está su hermano Ares, que lucha contra otros dos gigantes, uno de los cuales ya está muerto a sus pies. Hay múltiples narrativas que tienen lugar con cada combatiente en diferentes escenas. El gigante muerto a los pies de Ares fue derribado por Atenea, pero se representa a Ares avanzando en la narración al pasar por encima del cadáver.

## Narrativa progresiva

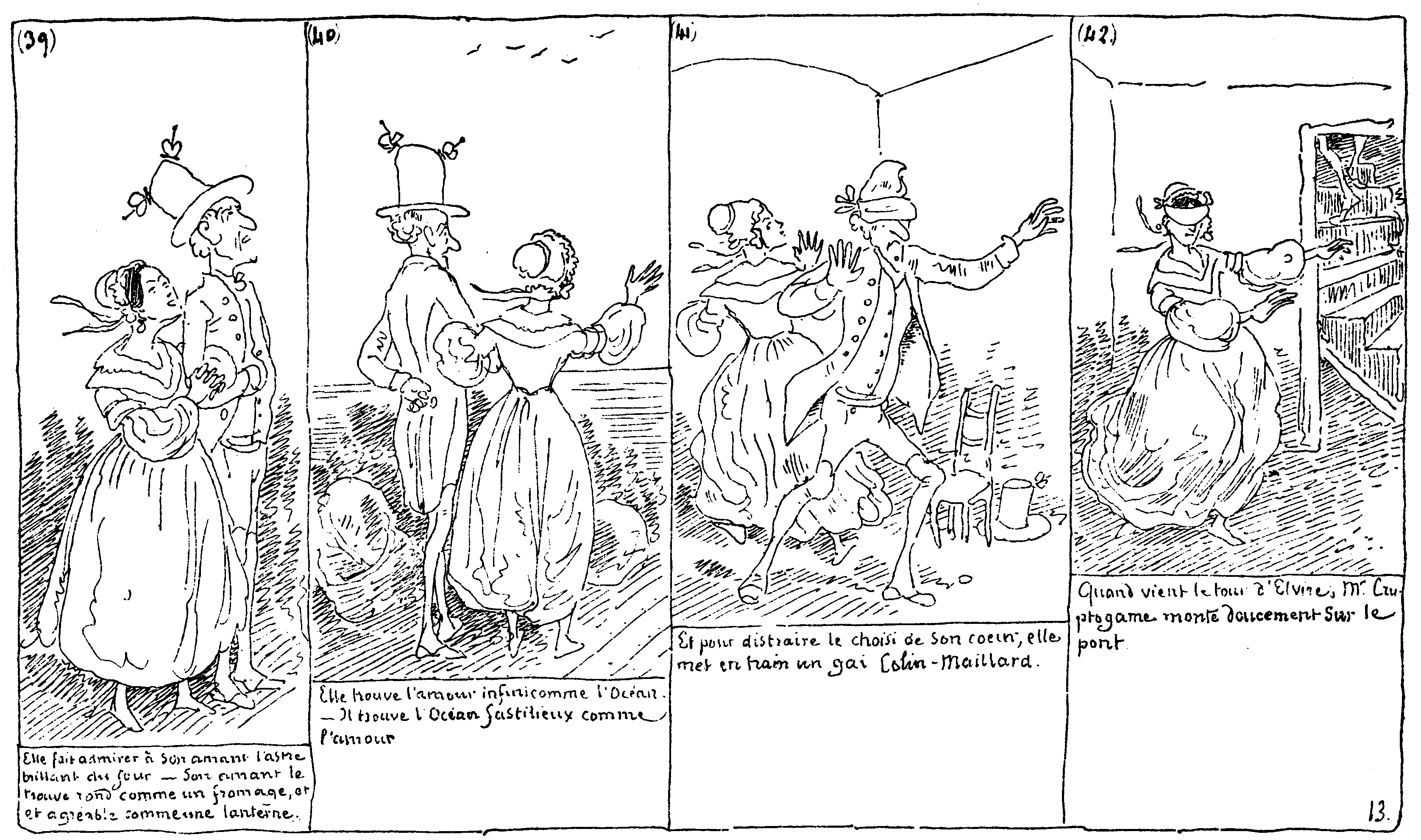
Una página de Rodolphe Töpffer

Una narrativa progresiva retrata una única escena en la que los personajes no se repiten. Sin embargo, se representan múltiples acciones para transmitir el paso del tiempo en la narrativa. Una narrativa progresiva no se debe interpretar como un conjunto de acontecimientos simultáneos sino como una secuencia temporal. Las acciones mostradas por los personajes en esta narrativa compactan la acción presente y futura en una sola imagen.

## Narrativa secuencial
Una narrativa secuencial es muy parecida a una narrativa continua con una diferencia importante. Una narrativa secuencial se centra en el cuadro para desarrollar la progresión temporal. Cada escena y acción está representada dentro de su cuadro como una unidad. Cada cuadro es una escena particular durante un momento particular. Una narrativa secuencial es el tipo de narrativa generalmente utilizada en los cómics.